# Torai Kamata
Torai Kamata (japanisch 鎌田 斗来 Kamata Torai; * 26. Mai 1999 in Akita) ist ein japanischer Fußballspieler.

## Karriere
Kamata erlernte das Fußballspielen in der Jugendmannschaft von Blaublitz Akita. Seinen ersten Vertrag unterschrieb er 2017 bei Blaublitz Akita. Der Verein spielte in der dritthöchsten Liga des Landes, der J3 League. Für den Verein absolvierte er zwei Ligaspiele.